# 243109 Hansludwig
243109 Hansludwig este un asteroid din centura principală de asteroizi.

## Descriere
243109 Hansludwig este un asteroid din centura principală de asteroizi. A fost descoperit pe 12 septembrie 2007 la Taunus de Stefan Karge și Erwin Schwab. Asteroidul prezintă o orbită caracterizată de o semiaxă mare de 2,33 ua, o excentricitate de 0,18 și o înclinație de 1,5° în raport cu ecliptica.